# Гней Калпурний Пизон (консул 7 пр.н.е.)
Вижте пояснителната страница за други личности с името Гней Калпурний Пизон.
Гней Калпурний Пизон (на латински: Gnaeus Calpurnius Piso; * 44/43 пр.н.е., † 20) е консул на Римската империя през 7 пр.н.е. и губернатор на Сирия от 17 г.

## Биография
Син е на Гней Калпурний Пизон (суфектконсул през 23 пр.н.е.) и брат на Луций Калпурний Пизон Авгур (консул през 1 пр.н.е.).
Женен е за Мунация Планцина и е баща на Луций Калпурний Пизон (консул 27 г.).
Самоубива се през 20 г., преди произнасянето на присъда по обвинението, че е отровил Германик.